# Norske len
Lenene var vigtige administrative enheder i Danmark-Norge før enevældet, og i Norge blev begrebet len anvendt fra 1308 til 1662.
I 1308 blev en ordning med lendmann fra kongens hird afskaffet, og den tidligere administrative inddeling erstattet med len ledet af en kongeligt udpeget lensmand eller lensherre. 
I begyndelsen af 1500-tallet var inddelingen ustabil, men bestod af fire faste slots- eller hovedlen og omkring 30 smålen med varierende tilknytning til hovedlenet. Det fandtes også en enhed, som blev kaldt godslen. 
Fra 1500-tallet og frem til 1660 var der fire hovedlen eller slotslen i Norge: 
- Båhus
- Akershus
- Trondheim
- Bergenhus (med Nord-Norge)

Disse fire hovedlen var omkring 1530 videre inddelt i ca. 30 smålen. Fra sent på 1500-tallet og begyndelsen af 1600-tallet faldt antallet smålen, mens der blev etableret flere og mere stabile hovedlen.
I 1660 havde Norge ni hovedlen:
- Tunsberg
- Bratsberg
- Agdesiden
- Stavanger
- Akershus
- Bergenhus
- Trondheim
- Nordlandene
- Vardøhus

Antallet af smålen var reduceret til 17.
Ved forordning af 19. februar 1662 blev betegnelsen len erstattet af amt.